# Липатова, Светлана Александровна
Светлана Александровна Липатова (19 февраля 1993 года) — российская спортсменка, призёр чемпионатов Европы 2018 и 2019 года,  чемпионка и призёр чемпионатов России по вольной борьбе, победитель и призёр Гран-При Ивана Ярыгина, призёр Европейских игр 2015 года, мастер спорта России международного класса. Серебряный призёр Кубка мира в командном зачёте, победительница и призёр Кубка европейских наций. Родилась и живёт в Казани. Член сборной команды страны с 2013 года.

## Спортивные результаты
- Чемпионат России по женской борьбе 2025 года — ;
- Чемпионат России по женской борьбе 2023 года — ;
- Чемпионат России по женской борьбе 2022 года — ;
- Чемпионат России по женской борьбе 2021 года — ;
- Чемпионат России по женской борьбе 2020 года — ;
- Чемпионат России по женской борьбе 2019 года — ;
- Чемпионат России по женской борьбе 2018 года — ;
- Чемпионат России по женской борьбе 2016 года — ;
- Чемпионат России по женской борьбе 2015 года — ;
- Гран-при Иван Ярыгин 2015 года — ;
- Кубок России 2014 года — ;
- Чемпионат России по женской борьбе 2014 года — ;
- Гран-при Иван Ярыгин 2014 года — ;
- Кубок европейских наций 2013 года — ;
- Гран-при Иван Ярыгин 2013 года — ;
- Кубок европейских наций 2013 года — ;
- Кубок России 2012 года — ;
- Чемпионат России по женской борьбе 2011 года — ;